# Nadija Hordijenko Andrianova
Nadia Hordijenko Andrianova (en ucraniano: Надія Гордієнко-Андріанова; 1921–1998) fue una escritora y traductora ucraniana. Estudió literatura y periodismo en la Universidad de Kiev. Publicó artículos y traducciones en Paco y Hungara Vivo. En 1987 la Hungara Esperanto-Asocio publicó su autobiografía Vagante tra la mondo maltrankvila. Escribió también sobre Vasili Eroshenko.

## Publicaciones
- Monumentoj de l'eterna amikeco; Renkonto kun Baba Parasxkeva; Disigxo kun Rodopoj; Glorkanto al Jambol; Glorkanto al Esperanto (En: Bukedo, p.64 - 74)
- Vagante tra la mondo maltrankvila (Budapest: Hungara Esperanto-Asocio, 1987. - 102 p. - ISBN 963-571-182-4)

## Traducciones
- Ukrainaj popolaj fabeloj (Sofía: BEA, 1983. - 76 p.)
- Ukrainka, Lesja: Liriko (Kiev: Komisiono pri Internaciaj Ligoj de Ukrainiaj Esperantistoj, 1971. - 86 p.: ilustr.)

- Datos: Q18396